# Augusta glyphica
Augusta glyphica là một loài nhện trong họ Araneidae.
Loài này thuộc chi Augusta. Augusta glyphica được Félix Édouard Guérin-Méneville miêu tả năm 1839.